# Castello di Altena
Il castello di Altena si trova su uno sperone della collina di Klusenberg nei pressi della città di Altena nel Circondario della Marca nella Renania Settentrionale-Vestfalia.
Secondo la leggenda, il castello dello sperone fu costruito dai conti di Berg all'inizio del XII secolo.

## Storia
Si narra che intorno al 1108 i fratelli Adolfo II di Berg ed Eberardo di Berg abbiano ricevuto un pezzo di terra nel Sauerland nella regione del Brandeburgo per il loro fedele servizio dall'imperatore Enrico V di Franconia; costruirono un castello, che inizialmente chiamarono Wulfeshagen e poi Altena. Questa è una delle almeno tre leggende sulla fondazione del castello che inizialmente fu la sede dei conte di Berg, e, dal 1160 la sede della Contea di Altena.
Dopo aver acquisito Oberhof Mark presso Hamm nel 1198, i conti di Altena presero la loro residenza principale nel castello di Mark assumendo il titolo di conti di Mark.

## Galleria d'immagini

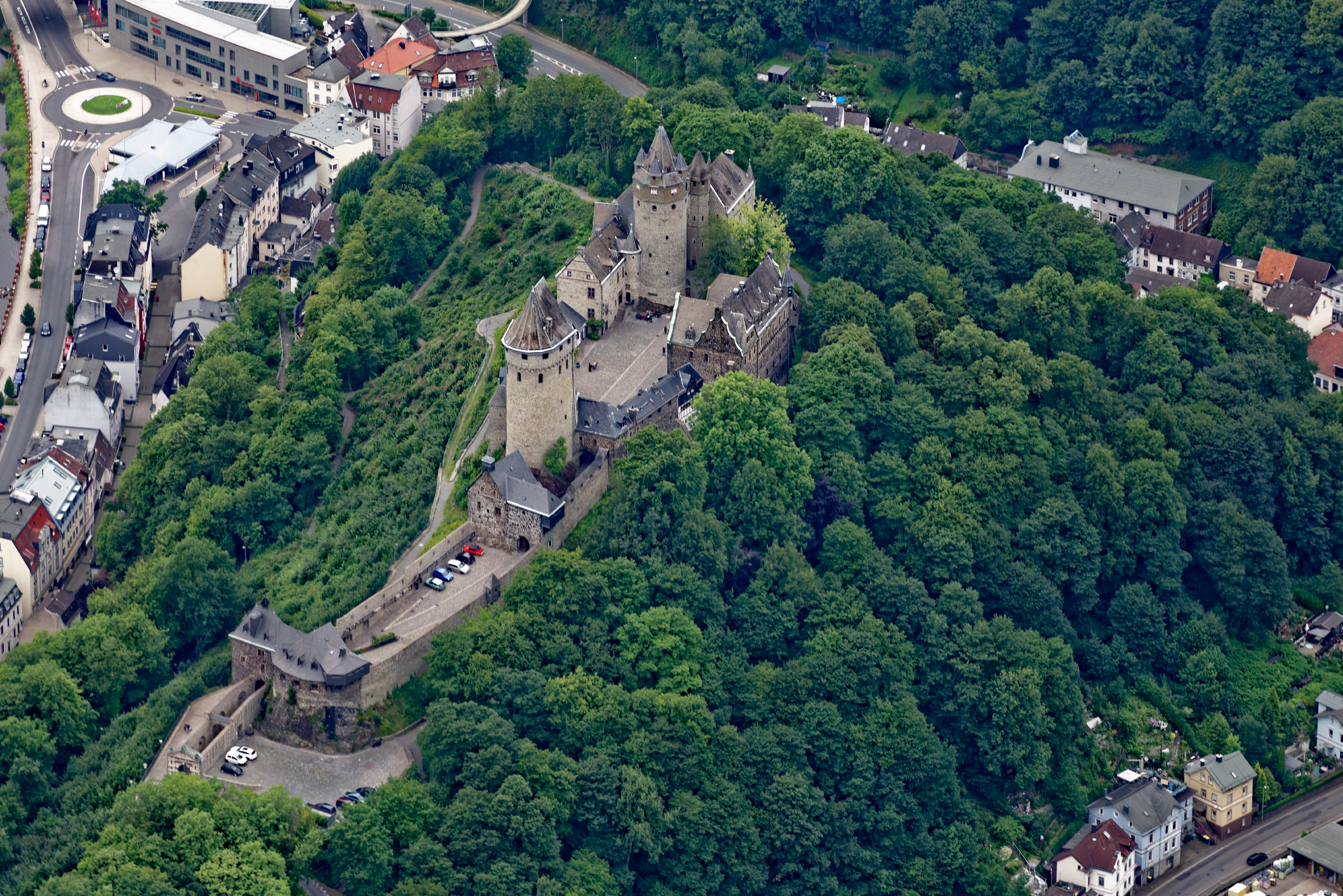
Vista da Sud-ovest
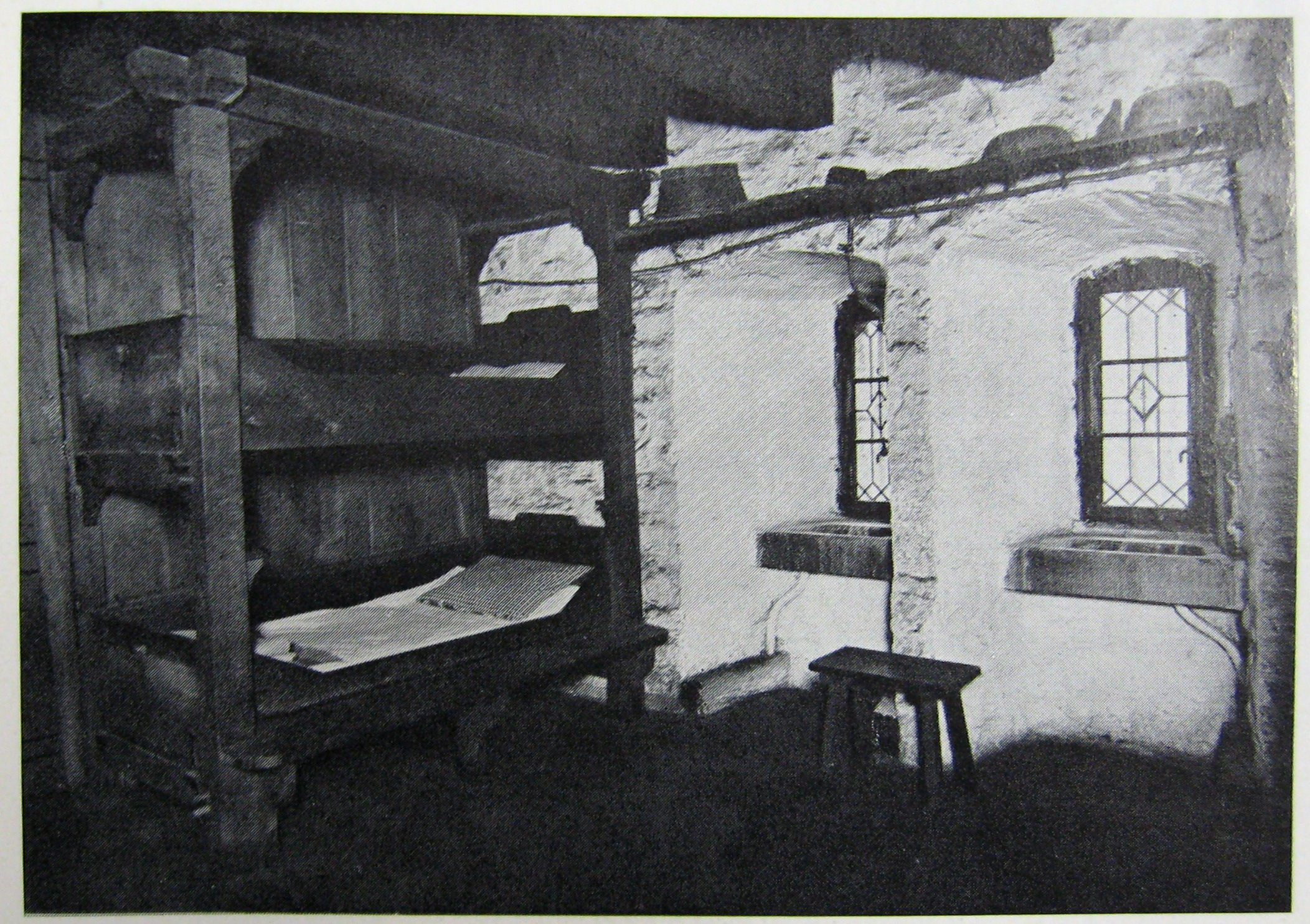
Vista interna (1910)
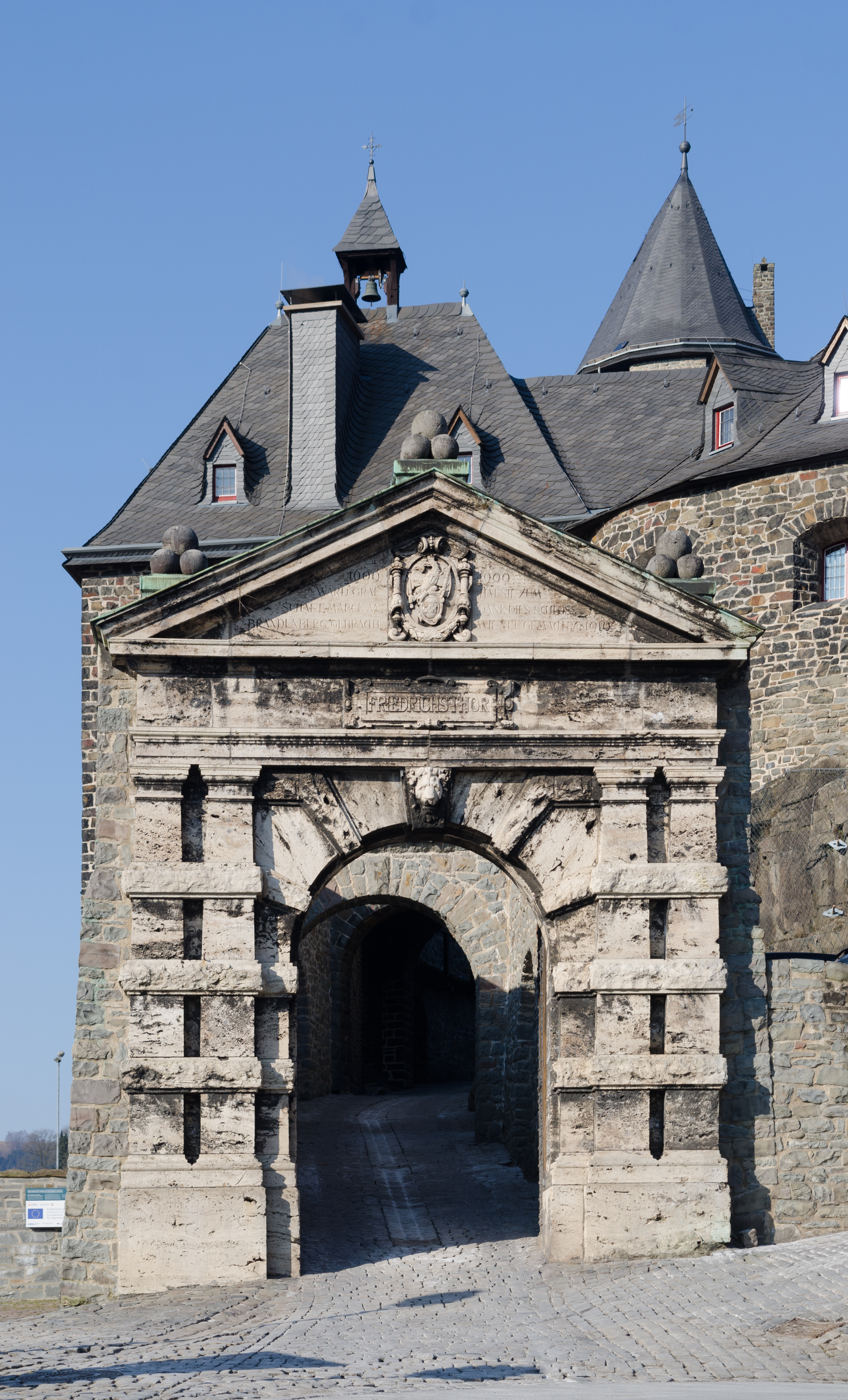
Porta di Federico
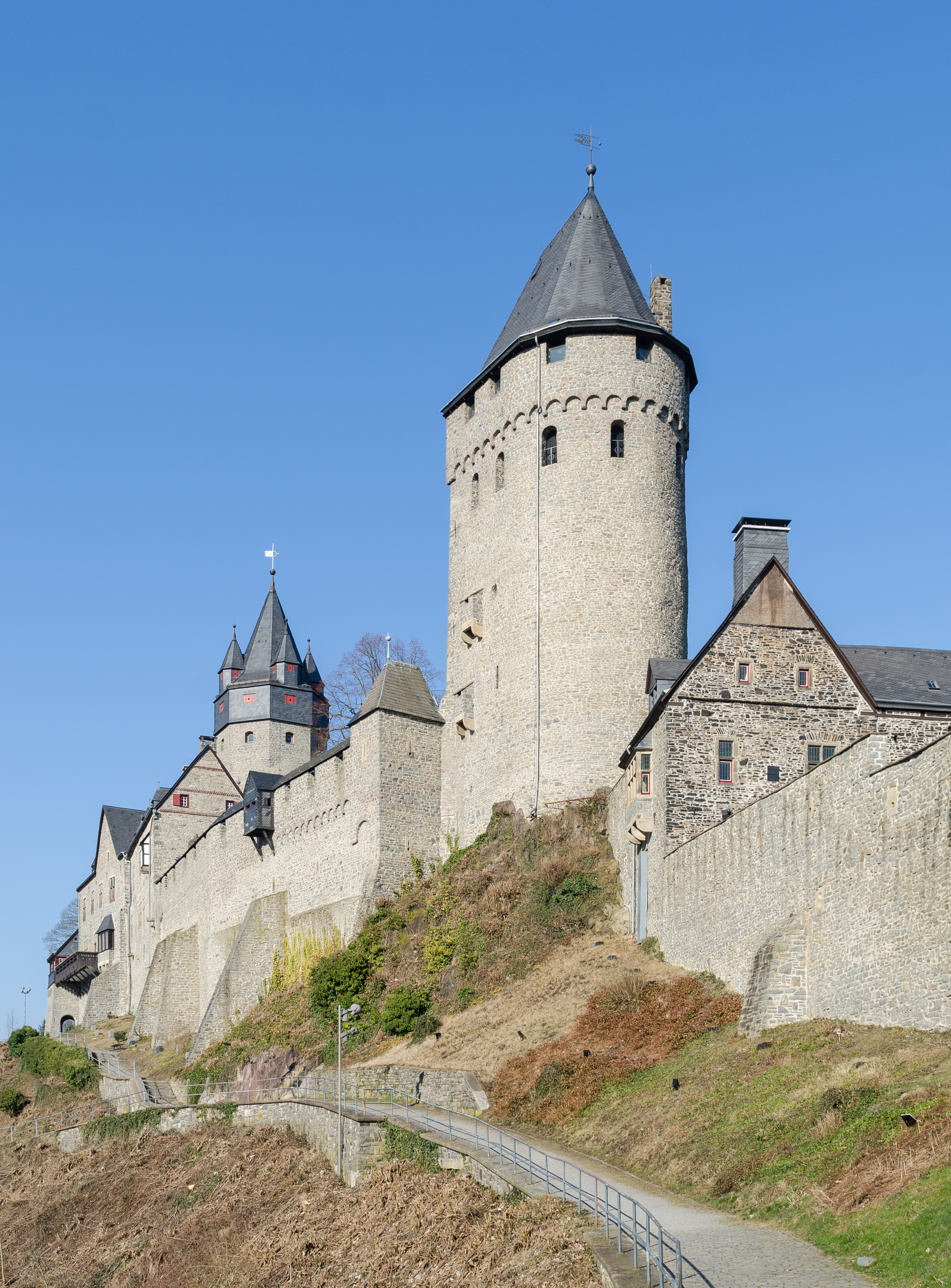
Parcheggio del castello